# Орджоникидзевский район (Хакасия)
Орджоники́дзевский райо́н (хак. Орджоникидзе аймағы) — административно-территориальная единица  и муниципальное образование (муниципальный район) в составе Республики Хакасия Российской Федерации.
Административный центр — посёлок Копьёво.

## География
Район расположен на северо-западе Республики Хакасия, граничит на юге с Ширинским районом, на севере с Шарыповским, на востоке с Ужурским и Новосёловским районами Красноярского края, на западе с Кемеровской областью.
Территория района находится в 3 поясах: степном, лесостепном и горно-таёжном. Западная (большая) часть района находится в горно-таёжной местности Кузнецкого Алатау, восточная в Чулымо-Енисейской котловине. Площадь лесов составляет 74 % от всей территории. Гидрографическая сеть представлена притоками рек Чёрный Июс и Урюп из подбассейна Чулыма бассейна Оби: соответственно Сарала, Печище, Берёшь и её притоков Базыр и Ничкурюп. На территории района находятся 2 бессточных озера (Конголь и Агаскыр) и озеро Сульфатное (солёное). Полезные ископаемые: Саралинское месторождение золота, Агаскырское молибденовое месторождение. Имеются большие запасы мрамора. Климат резко континентальный. Абсолютный максимум температуры воздуха в районе посёлка Приисковый: +30 °C, абсолютный минимум: −45 °C. Почвы разнообразные и определяются вертикальной поясностью: от горно-тундровых до чернозёмов обыкновенных и аллювиальных (пойменных).

## История
До 1917 года часть современной территории района относилась к Ужурской волости, а другая часть входила в Новосёловскую волость Енисейской губернии.
1 августа 1935 года был образован Саралинский район с райцентром в посёлке Гидростанция.
В 1938 году посёлок Гидростанция был преобразован в рабочий посёлок Орджоникидзевский.
В мае 1941 года 7 сельсоветов Саралинского района были переданы в новый Шарыповский район.
11 августа 1955 года район был переименован в Орджоникидзевский.
В 1959 году центр района переведён из рабочего посёлка Орджоникидзевского в рабочий посёлок Копьёво.
1 февраля 1963 года район был упразднён, а 30 декабря 1966 восстановлен.
1 февраля 2003 года район преобразован в муниципальное образование Орджоникидзевский район.
В 2009 году райцентр Копьёво преобразован из посёлка городского типа в сельский населённый пункт. Ранее статус посёлка городского типа потеряли Приисковое и Орджоникидзевское.

## Население
| 1959    | 1970    | 1979    | 1989    | 2002    | 2003    | 2004    | 2005    | 2006    |
| ------- | ------- | ------- | ------- | ------- | ------- | ------- | ------- | ------- |
| 25 635  | ↘22 563 | ↘20 080 | ↘19 414 | ↘15 779 | ↘15 700 | ↘14 300 | ↘14 100 | ↘13 900 |
| 2007    | 2008    | 2009    | 2010    | 2011    | 2012    | 2013    | 2014    | 2015    |
| ↘13 500 | ↘13 400 | ↗14 663 | ↘12 841 | ↘12 800 | ↘12 477 | ↘12 301 | ↘12 049 | ↘11 766 |
| 2016    | 2017    | 2018    | 2019    | 2020    | 2021    |         |         |         |
| ↘11 496 | ↘11 298 | ↘11 044 | ↘10 711 | ↘10 498 | ↘10 114 |         |         |         |

### Национальный состав
Русские (преобладают), хакасы, украинцы, финны, немцы и др.

## Административное деление
Орджоникидзевский район как административно-территориальная единица включает 1 поссовет и 8 сельсоветов.
В состав одноимённого муниципального района входят 9 муниципальных образований со статусом сельских поселений:
| № | Муниципальное образование   | Административный центр | Количество населённых пунктов | Население (чел.) | Площадь (км²) |
| - | --------------------------- | ---------------------- | ----------------------------- | ---------------- | ------------- |
| 1 | Гайдаровский сельсовет      | посёлок Гайдаровск     | 1                             | ↗223             | 1183,19       |
| 2 | Копьёвский поссовет         | посёлок Копьёво        | 1                             | ↗3936            | 0,00          |
| 3 | Копьёвский сельсовет        | село Копьёво           | 3                             | ↗1027            | 30,64         |
| 4 | Красноиюсский сельсовет     | село Июс               | 4                             | ↘1123            | 96,81         |
| 5 | Новомарьясовский сельсовет  | село Новомарьясово     | 5                             | ↘1084            | 96,84         |
| 6 | Орджоникидзевский сельсовет | село Орджоникидзевское | 1                             | ↘310             | 22,79         |
| 7 | Приисковый сельсовет        | село Приисковое        | 2                             | ↗375             | 215,23        |
| 8 | Саралинский сельсовет       | село Сарала            | 1                             | ↗736             | 37,39         |
| 9 | Устинкинский сельсовет      | село Устинкино         | 5                             | ↘1300            | 581,10        |

### Населённые пункты
В Орджоникидзевском районе 23 населённых пункта.
| №  | Населённый пункт  | Тип     | Население | Муниципальное образование   |
| -- | ----------------- | ------- | --------- | --------------------------- |
| 1  | Агаскыр           | деревня | ↘6        | Устинкинский сельсовет      |
| 2  | Большой Сютик     | деревня | ↘229      | Копьёвский сельсовет        |
| 3  | Гайдаровск        | посёлок | ↗223      | Гайдаровский сельсовет      |
| 4  | Главстан          | посёлок |           | Приисковый сельсовет        |
| 5  | Горюново          | деревня | ↘193      | Новомарьясовский сельсовет  |
| 6  | Июс               | село    | ↘1201     | Красноиюсский сельсовет     |
| 7  | Кагаево           | деревня | ↘203      | Устинкинский сельсовет      |
| 8  | Кобяково          | деревня | ↘371      | Красноиюсский сельсовет     |
| 9  | Когунек           | деревня | ↘205      | Новомарьясовский сельсовет  |
| 10 | Кожухово          | деревня | ↘170      | Красноиюсский сельсовет     |
| 11 | Конгарово         | деревня | ↘74       | Новомарьясовский сельсовет  |
| 12 | Копьёво           | посёлок | ↗3936     | Копьёвский поссовет         |
| 13 | Копьёво           | село    | ↘721      | Копьёвский сельсовет        |
| 14 | Костино           | деревня | ↘100      | Устинкинский сельсовет      |
| 15 | Малый Сютик       | деревня | ↘135      | Копьёвский сельсовет        |
| 16 | Монастырёво       | деревня | ↘185      | Новомарьясовский сельсовет  |
| 17 | Новомарьясово     | село    | ↘958      | Новомарьясовский сельсовет  |
| 18 | Орджоникидзевское | село    | ↘310      | Орджоникидзевский сельсовет |
| 19 | Подкамень         | деревня | ↘319      | Устинкинский сельсовет      |
| 20 | Подлиственки      | деревня | ↘11       | Красноиюсский сельсовет     |
| 21 | Приисковое        | село    | ↘421      | Приисковый сельсовет        |
| 22 | Сарала            | село    | ↗736      | Саралинский сельсовет       |
| 23 | Устинкино         | село    | ↘1158     | Устинкинский сельсовет      |

### Упразднённые населённые пункты
Цибула — бывший посёлок лесорубов у реки Сухой Сабулы.

## Инфраструктура
На территории района находятся 21 школа (9 начальных, 2 основных общеобразовательных, 9 средних общеобразовательных), 7 детсадов, 2 музыкальных школы, дом детского творчества, профессиональное училище, 20 сельских домов культуры.
Центральная районная больница включает 6 участковых больниц, 15 фельдшерско-акушерских пунктов. Обеспеченность больничными койками: 3 койки на 100 человек. Обеспеченность врачами: 7,5 чел. на 10 тыс. жителей. Издаётся газета «Орджоникидзевский рабочий».

## Экономика
На территории района разрабатываются золоторудные месторождения,  развиваются агропромхимия, ремонтно-технические, строительные и другие предприятия. В районе имеются деревообрабатывающий комбинат, Саралинский рудник. Выращивают пшеницу, овёс, ячмень, капусту, морковь, свёклу, огурцы, картофель и др. Разводят крупный рогатый скот, овец.
Основные промышленные предприятия: Копьёвский и Саралинский лесхозы, ООО «Саянлес» (переработка древесины), артель старателей «Хакасия» (добыча золота), Копьёвское АТП. Сельское хозяйство представлены  АО «Чулымское», АО «Орджоникидзевское», агрофирмой «Июсская» и СПК «Копьёвское». Удельный вес района в общереспублмканских основных показателях сельского хозяйства составляет: в производстве мяса 6,9 %, молока 10,6 %, в поголовье крупного рогатого скота 9,6 % (2002).

## Достопримечательности
- Горная гряда «Сундуки» (древнее поселения человека);
- Сулекское городище и уникальный памятник древнего искусства Сулекская писаница (2 тысячелетие до н. э.) (наскальные рисунки древних людей);
- писаница «он-коль».

Особо охраняемая зона: участки «Подлиственки» и «Подзаплотские болота» (площадь 5181 га).
К достопримечательностям района относятся озёра высокогорного пояса ледникового происхождения, так называемые Ивановские озёра, окружённые альпийскими и субальпийскими лугами и горной тундрой. Здесь расположен снежник — летнее место тренировок горнолыжников. Живописный участок заповедника «Чазы» — «Белогорье». Здесь практически круглый год сохраняется снег. Горнолыжный сезон, как правило, начинается в начале мая и заканчивается в конце июля.